# Transition Minimized Differential Signaling
Transition Minimized Differential Signaling (TMDS)(参考訳: 遷移数最少差動信号伝送方式) は、 VESA（Video Electronics Standards Association）によって標準化された デジタル映像信号の伝送方式。
映像信号を、 RGB各1チャンネルと クロック同期用1チャンネルの 計4チャンネルを差動信号として、ディスプレイやテレビなどに伝送する。
Silicon Image社が開発したシリアル伝送方式である「PanelLink」をベースとして開発された。
TMDSは、パソコンのディスプレイ用のDVIや、テレビ用のHDMIなどで採用されている。